# Gymnasium Bayreuther Straße
A Gymnasium Bayreuther Straße (Bayreuther utcai Gimnázium) egy középiskola a németországi Wuppertalban.

## Történet

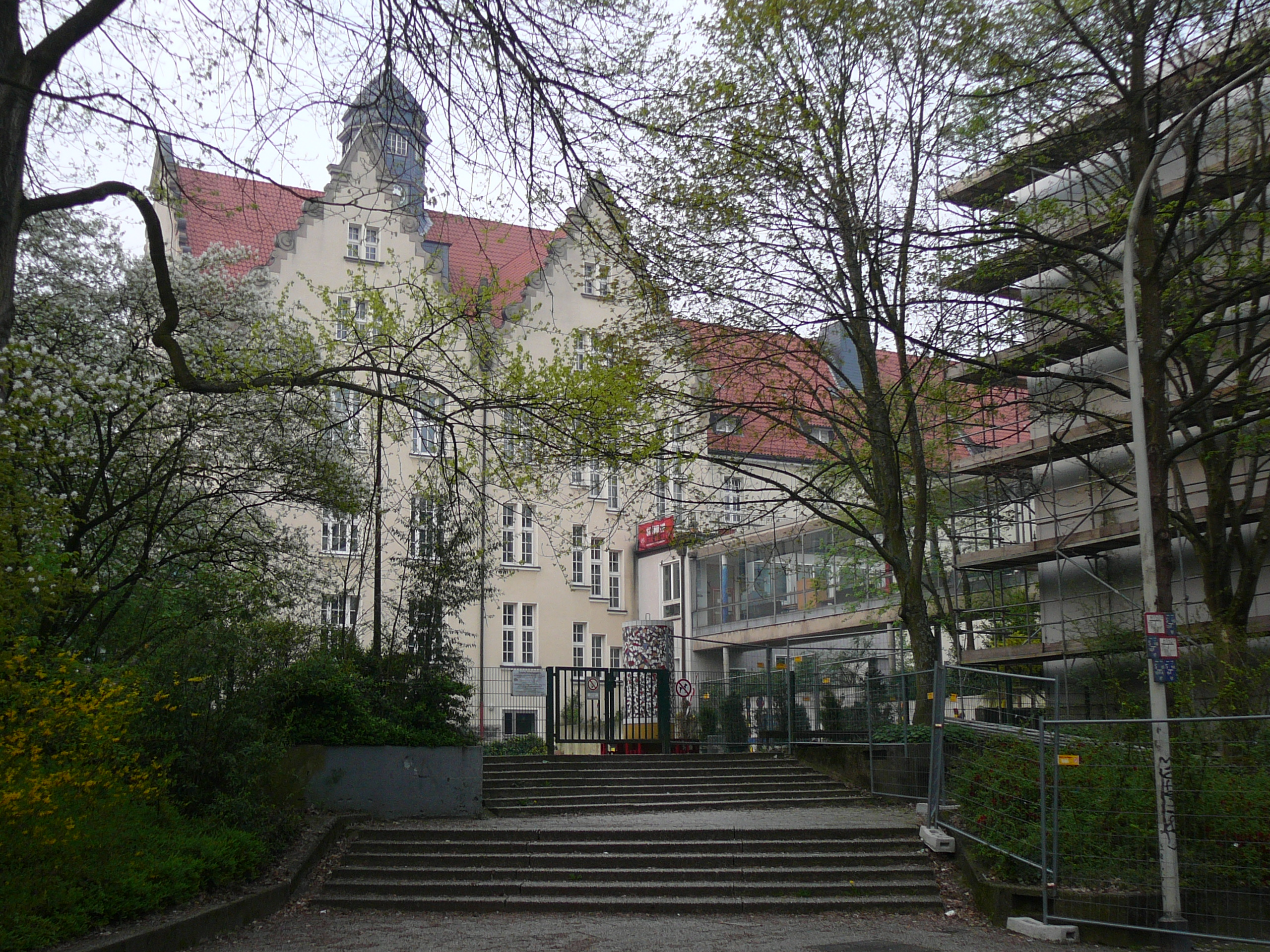
A régi épület a Beethovenstraße felől

Az intézményt 1907-ben alapították Königliches Realgymnasium i.E. zu Elberfeld néven. Az első érettségi vizsgákat 1911-ben tartották. Ugyanebben az évben az iskola beköltözött jelenlegi épületébe.

1918-ban a gimnázium nevet változtatott, ekkor lett Staatliches Reformrealgymnasium.

Mivelhogy Paul von Hindenburg 1927-ben lett 80 éves, tiszteletére az iskola felvette a nevét (Hindenburg-Realgymnasium).

A második világháború után hamar helyreáll a rend, s az intézmény ismét új névvel folytatja nevelő munkáját: Naturwissenschaftliches Gymnasium. 

1955-ben az iskola diákjai és tanárai több utazást tettek Newcastle-be, s ekkor kezdték el kialakítani nemzetközi kapcsolataikat az ottani egyetemmel.

1963-ban egy új szárnnyal bővült az iskola épülete, amelyben több osztályterem is helyet kapott. Egy évvel később, 1964-ben került átadásra még egy szárnyépület, melyben a természettudományos tantermek kaptak helyet.

1974 óta használja a gimnázium jelenlegi nevét.
 Ugyanettől az évtől vált koedukált intézménnyé, s már 1978-tól megjelent a számítástechnika tantárgy a tantervben.

1997-ben jelentős átalakításon esett át az udvar, többek között játszóudvart alakítottak ki. Ezen kívül egy kávézó is helyet kapott az épületben, melyet 2011-ben kibővítettek.

A 2009/2010-es tanévtől kezdődően a tanórák hossza az addigi 45 perc helyett 65 percre növekedett.